# Conflans-sur-Loing

Conflans-sur-Loing este o comună în departamentul Loiret din centrul Franței. În 1 ianuarie 2022 avea o populație de 362 de locuitori.